# Playa de Sacaba
La Playa de Sacaba es una playa de la ciudad de Málaga en Andalucía, España. Se trata de una playa semiurbana, de arena oscura situada en el litoral oeste de la ciudad, en el distrito Carretera de Cádiz, entre la playa de La Misericordia y Guadalhorce. Tiene unos 750 metros de longitud y unos 200 metros de anchura media. Es una playa con un medio grado de ocupación, principalmente debido a que históricamente siempre ha estado en una zona despoblada a las afueras de la ciudad, aunque en al actualidad con la aparición de barrios como Parque Litoral está aumentando su ocupación en los últimos años. Cuenta con servicios de papeleras, duchas, recogida de residuos, alquiler de sombrillas y hamacas, etc.
La urbanización Sacaba Beach se encuentra situada en la misma playa. 

## Historia
La playa fue una zona industrial hasta la construcción de la urbanización de Sacaba Beach. 
En 2022 la playa se inundó de aguas fecales debido a la rotura de una tubería, que obligó al cierre de la misma.
Se espera que en el futuro el paseo marítimo se amplie desde la playa de la Misericordia y conecte con el parque natural de la desembocadura del Guadalhorce. 